# 236
Вижте пояснителната страница за други значения на 236.

## Събития
- Африканските легиони провъзгласяват Гордиан I и синът му Гордиан II за съимператори.
- 10 януари – папа Фабиан наследява папа Антер на престола във Ватикана.
- Фабиан разделя Рим на седем дяконства.
- Фабиан изпраща седем мисионери при галите, за да проповядват Евангелието в големите градове.

## Родени
- Сима Ян – първи император от династията Дзин.

## Починали
- папа Антер
- Жанг Жао, министър на династия Източна У
- Донг Жао, министър на династия Хан
- Чън Цу, министър на династия Хан